# Teotongo
Teotongo è un comune del Messico, situato nello stato di Oaxaca.